# Gackstroemia magellanica
Gackstroemia magellanica là một loài Rêu trong họ Lepidolaenaceae. Loài này được (Lam.) Trevis. mô tả khoa học đầu tiên năm 1877.